# Branchiomma infarctum
Branchiomma infarctum is een borstelworm uit de familie Sabellidae. Het lichaam van de worm bestaat uit een kop, een cilindrisch, gesegmenteerd lichaam en een staartstukje. De kop bestaat uit een prostomium (gedeelte voor de mondopening) en een peristomium (gedeelte rond de mond) en draagt gepaarde aanhangsels (palpen, antennen en cirri).
De wetenschappelijke naam Branchiomma infarctum werd, als Sabella infarcta, in 1856 voor het eerst geldig gepubliceerd door Krøyer. De naam komt in de literatuur ook regelmatig voor als infarcata, een onjuiste spelling (lapsus).